# Đức Mẹ sầu bi

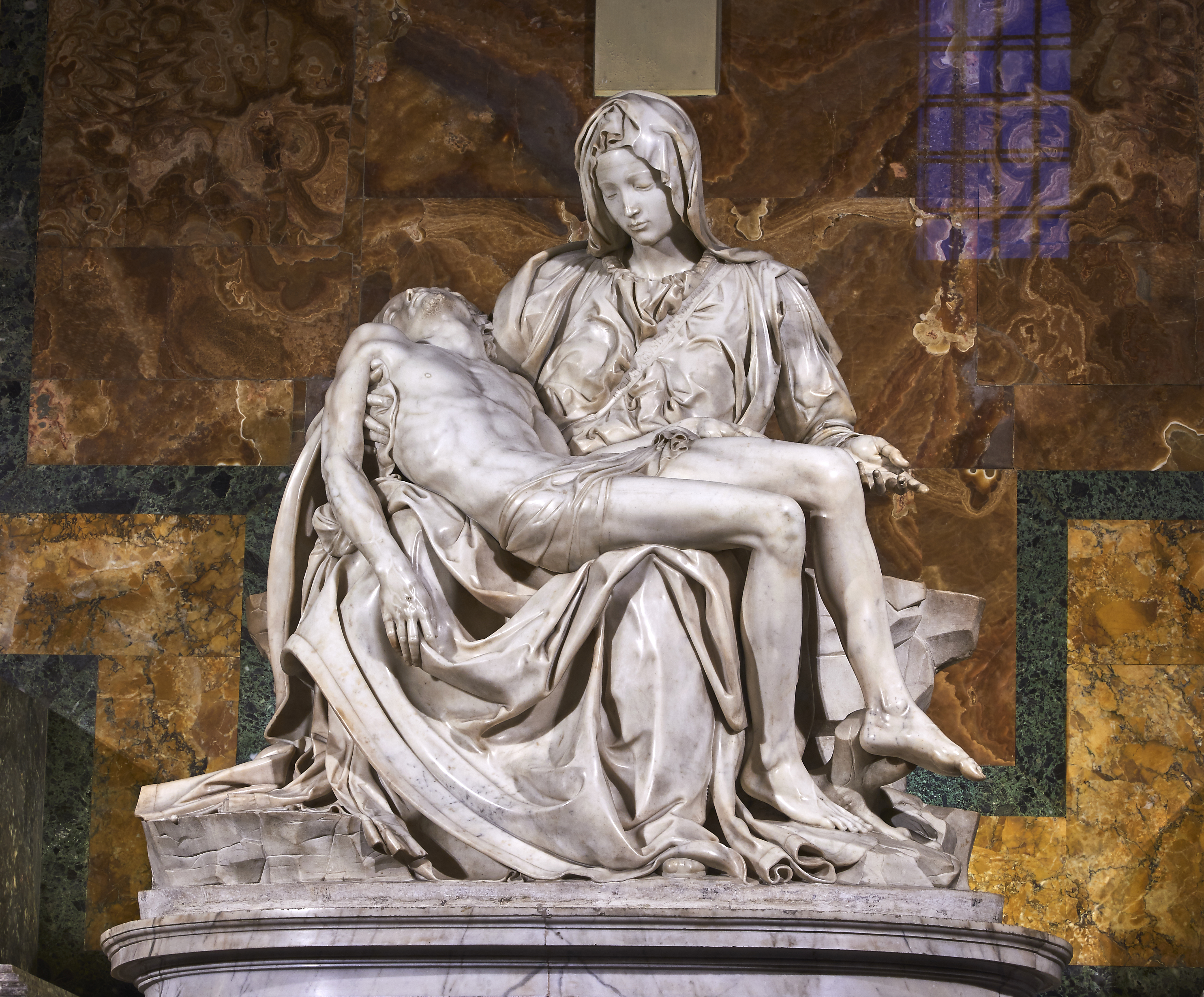
Tượng Đức Mẹ sầu bi của Michelangelo (1499)

Đức Mẹ Sầu Bi (hoặc Pietà theo tiếng Ý) là một chủ đề trong nghệ thuật Kitô giáo, miêu tả Đức Mẹ Maria ôm xác Chúa Giêsu, và thường thể hiện bằng tác phẩm điêu khắc. Đây là cảnh tượng đặc trưng nhất trong bối cảnh hạ xác Chúa Giêsu xuống khỏi cây thập giá sau khi chịu đóng đinh.
Đức Mẹ Sầu Bi (Pietà) cũng là một trong ba cảnh miêu tả nỗi đau đớn của Maria trước cái chết của Giêsu, con mình. Hai cảnh còn lại là Đức Mẹ Sầu Đau (Mater Dolorosa) và Đức Mẹ Sầu Thương (Stabat Mater) - hai cảnh này thường được thể hiện bằng tranh vẽ.
Một ví dụ nổi tiếng của việc thể hiện Đức Mẹ Sầu Bi là tác phẩm điêu khắc của Michelangelo nằm trong Vương cung thánh đường Thánh Phêrô ở Vatican. Cơ thể của Giêsu trong tác phẩm này khác với các phiên bản trước đó, thường nhỏ hơn và bằng gỗ. Bà Maria cũng có vẻ trẻ hơn, chứ không phải là một người đàn bà lớn tuổi. Bà Maria được thể hiện trẻ trung vì hai lý do: Thứ nhất, Thiên Chúa là nguồn gốc của tất cả các vẻ đẹp và Maria là một trong những người thân cận nhất với Thiên Chúa; thứ hai, tác giả thể hiện vẻ đẹp bên ngoài nhằm ẩn dụ cho vẻ đẹp nội tâm của Maria.

## Các phiên bản

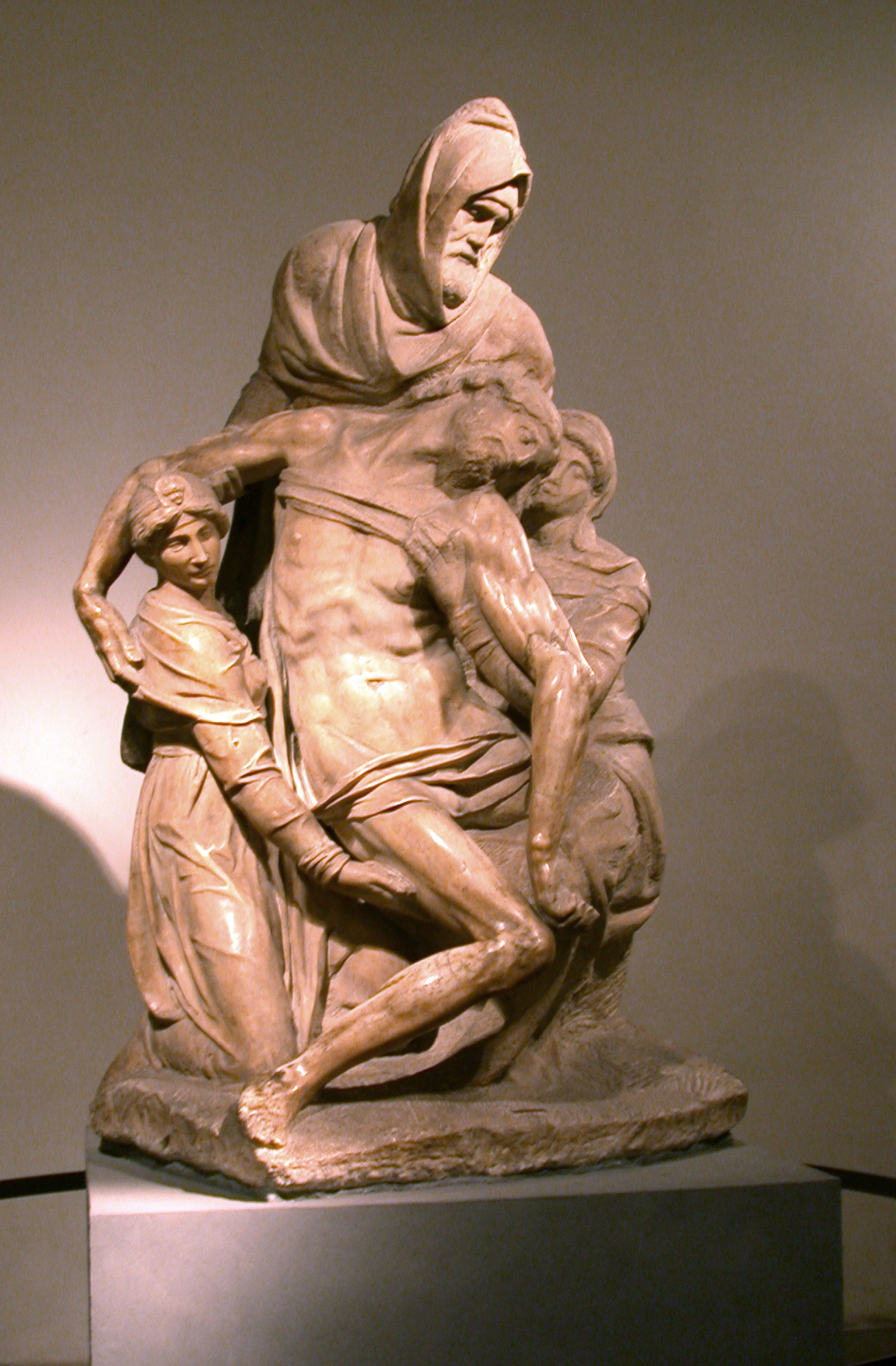
một bản khác của Michelangelo (Pietà Bandini), Florence, 1547-1555,
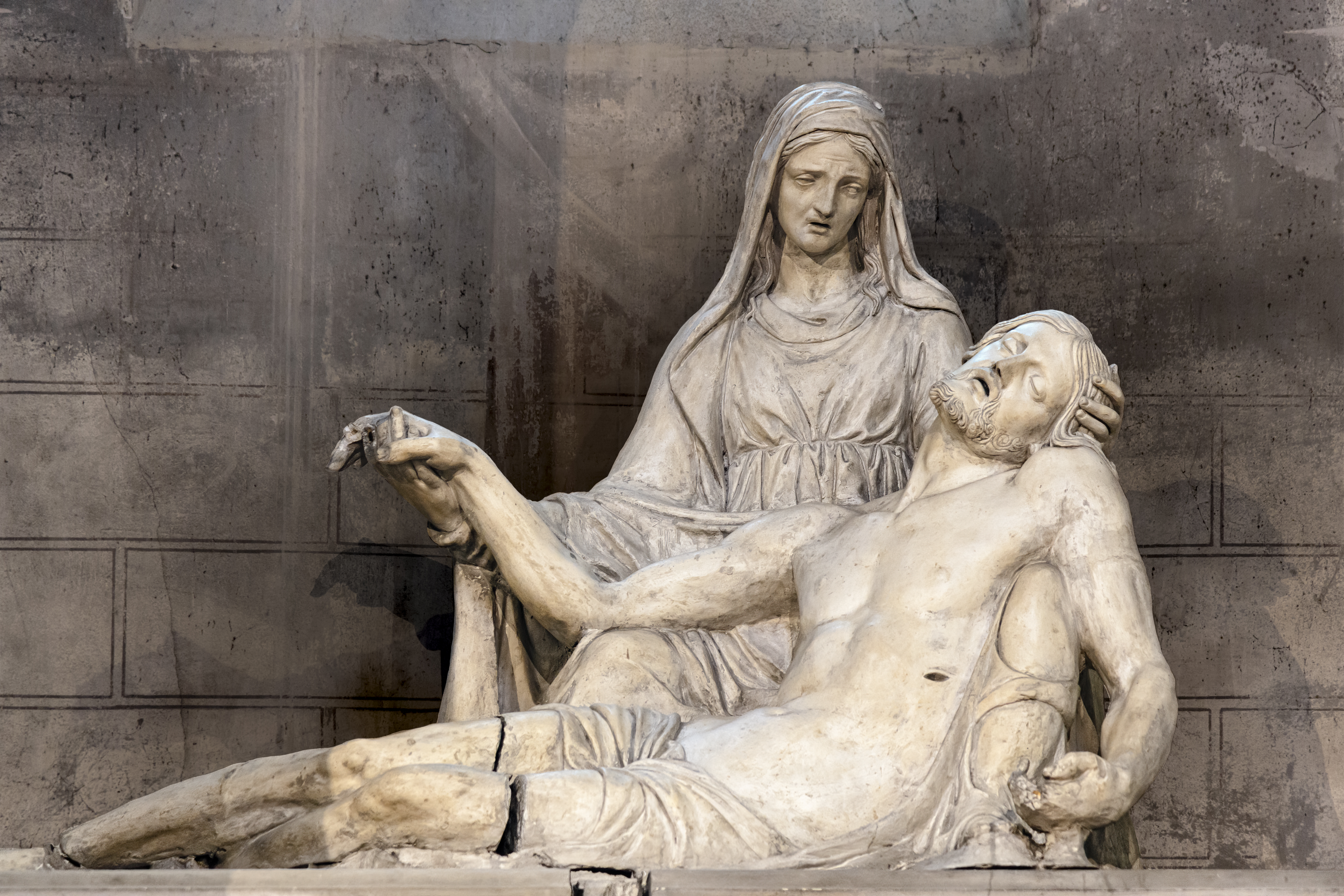
nhà thờ Collégiale Saint-Salvi d'Albi, Albi, Pháp
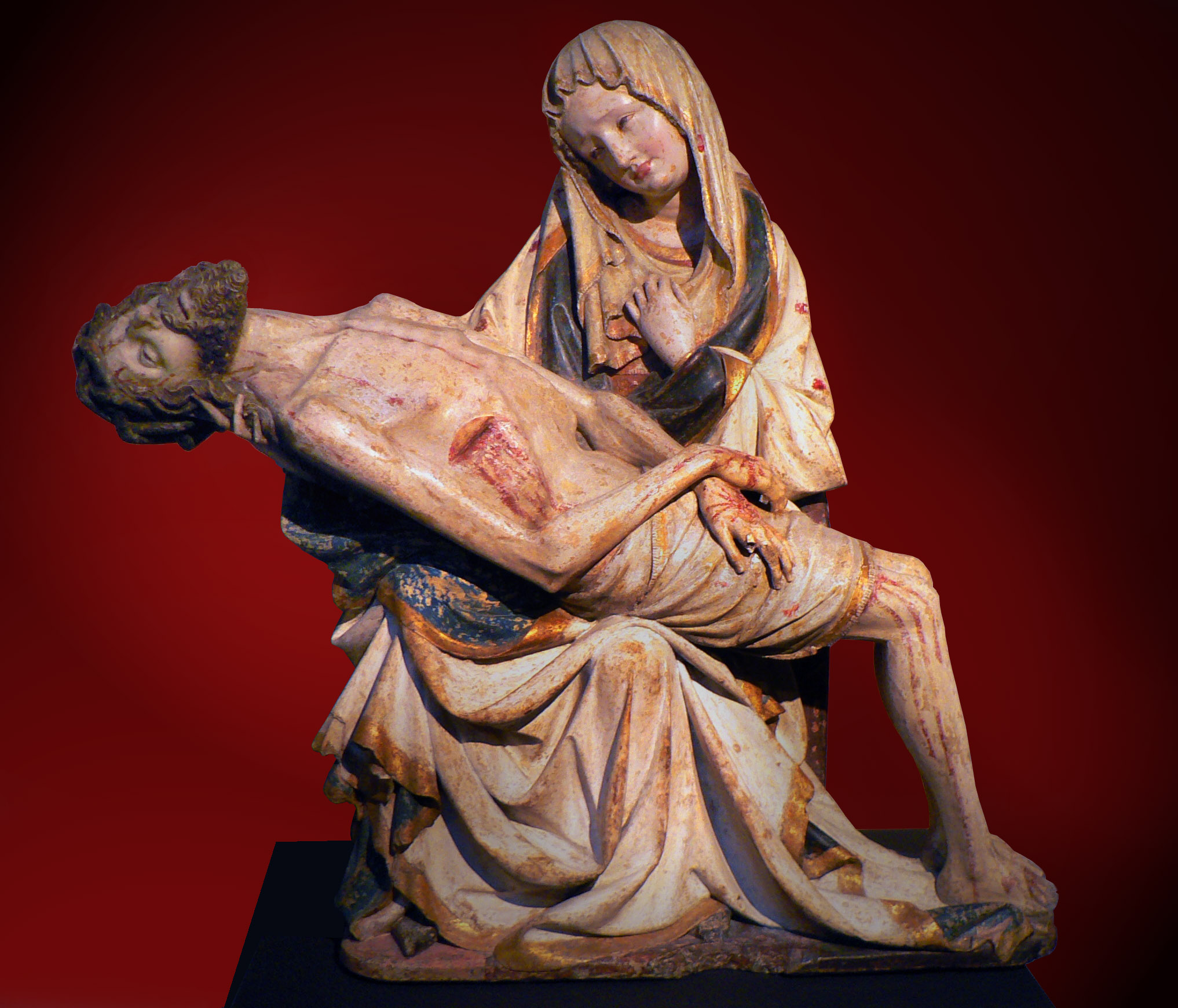
Bohemian Pietà, 1390-1400
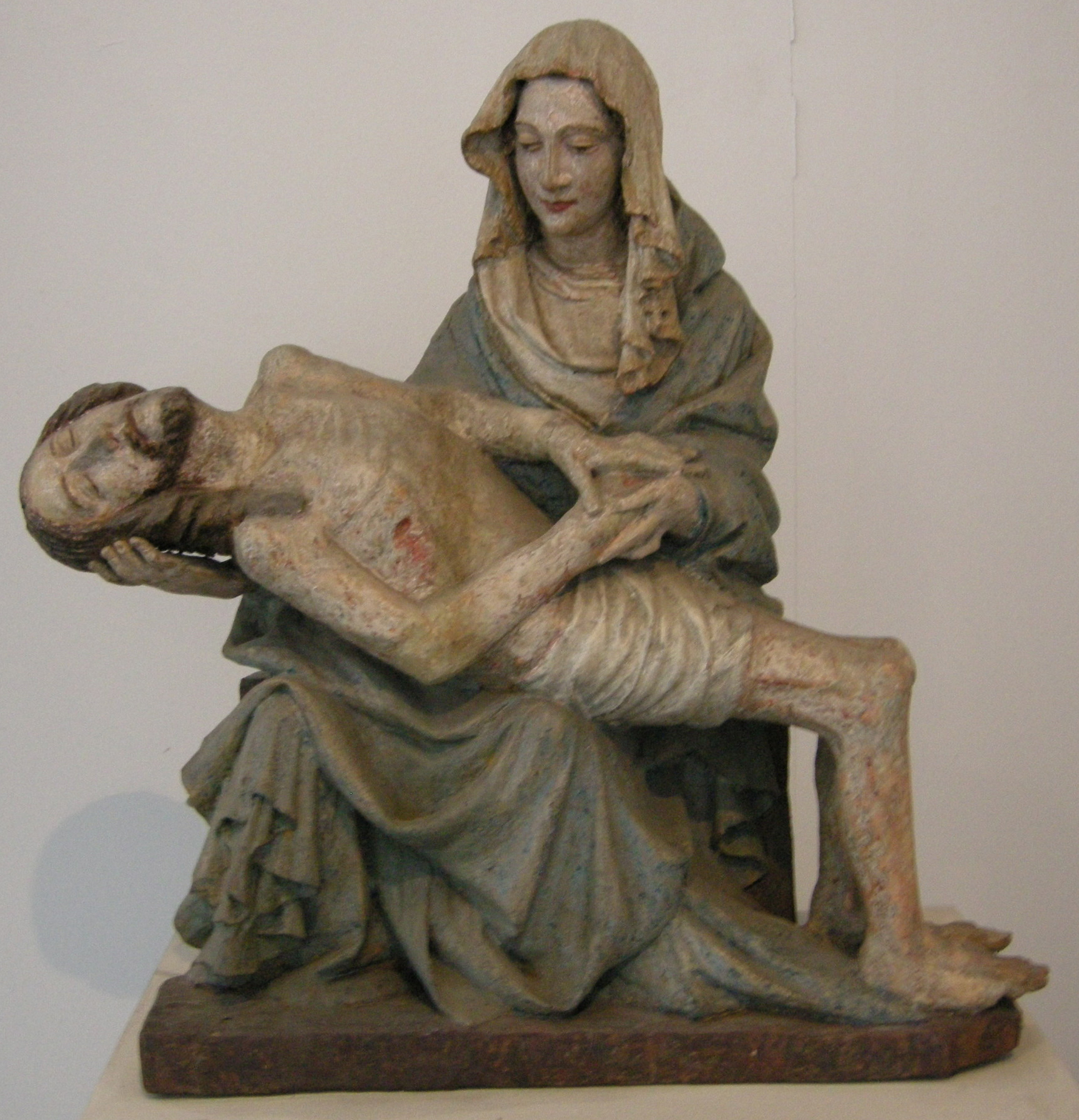
Kiểu Áo. 1420
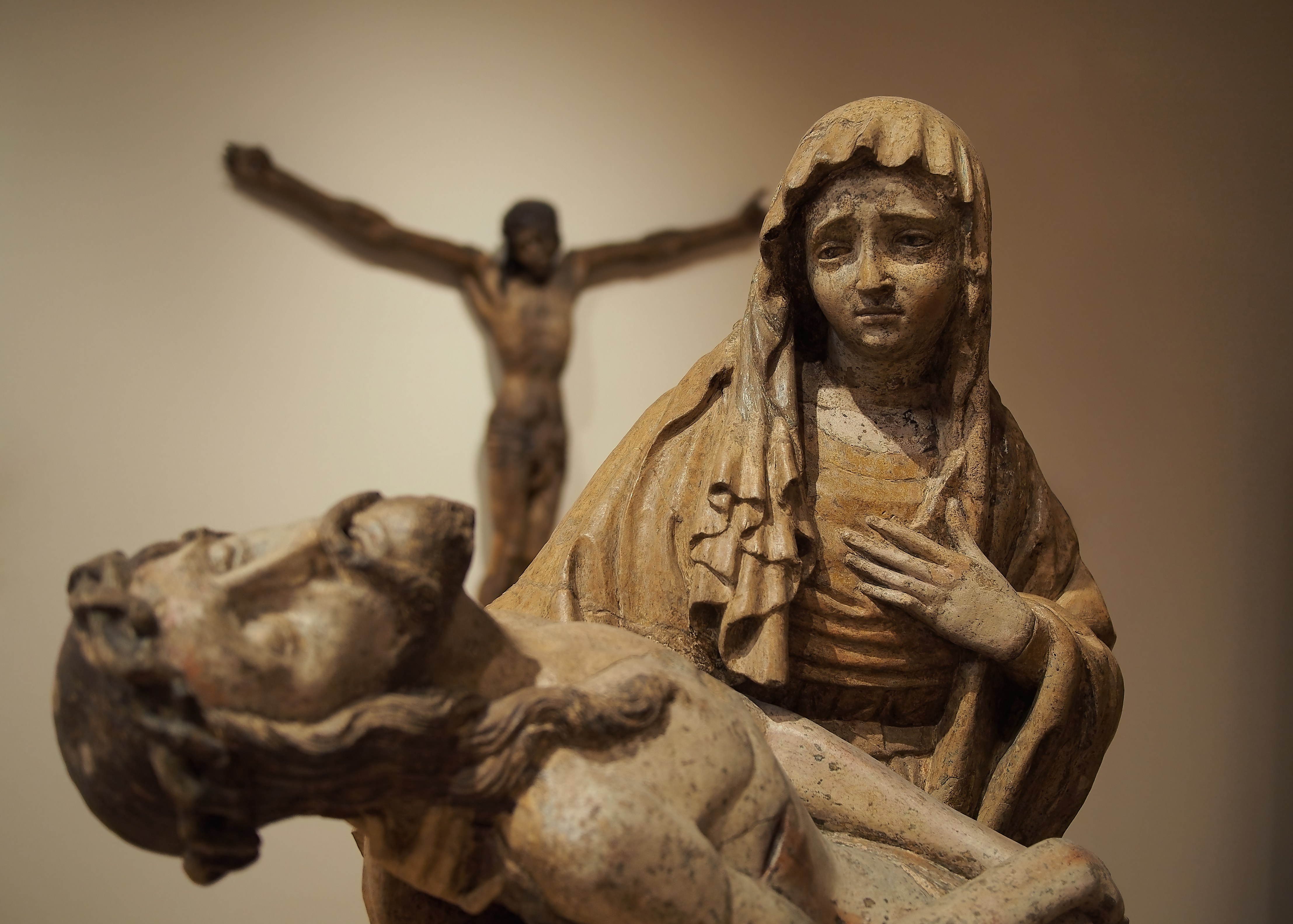
National Gallery of Slovenia, thế kỷ 14-15
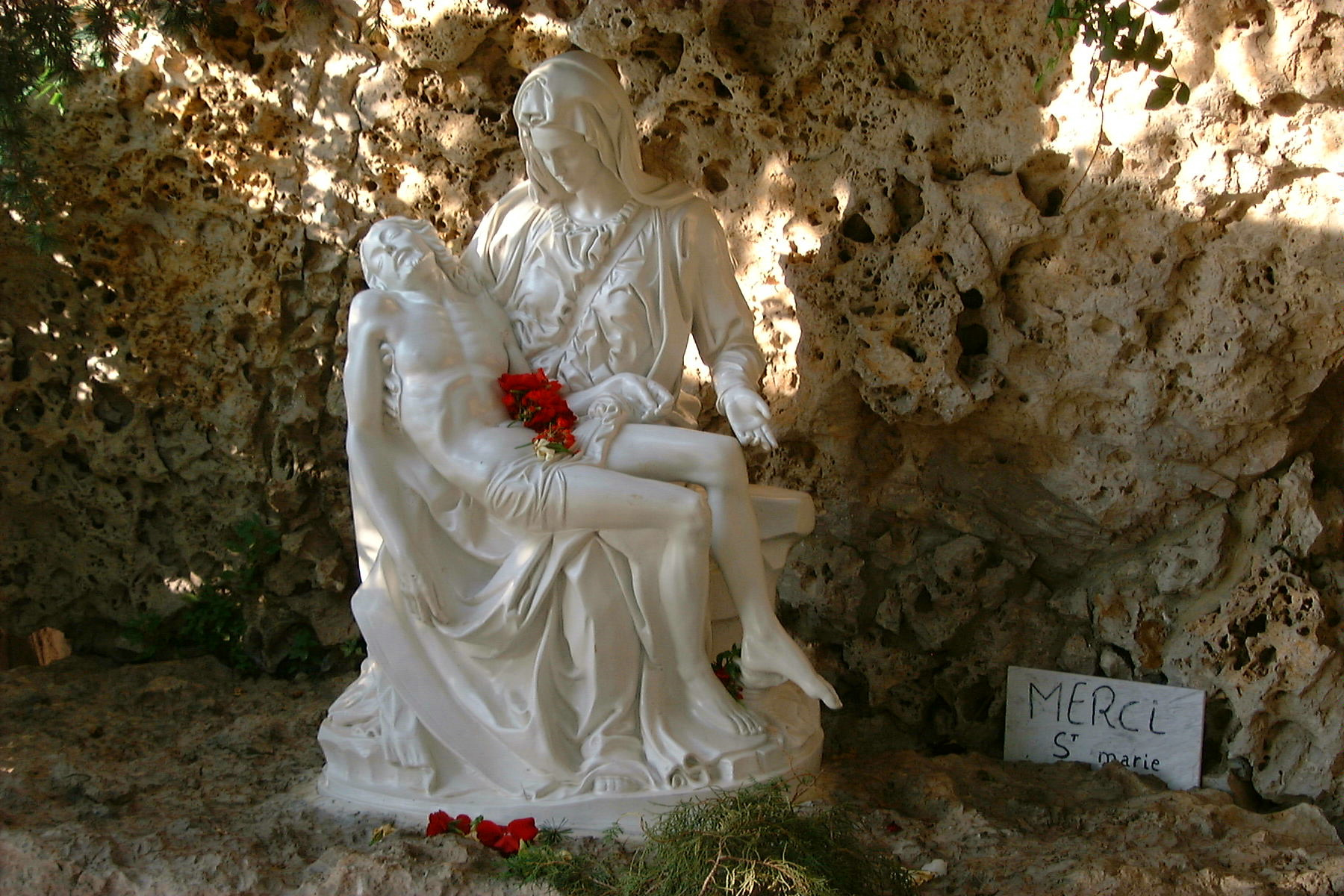
Ở Harissa, Bebanon
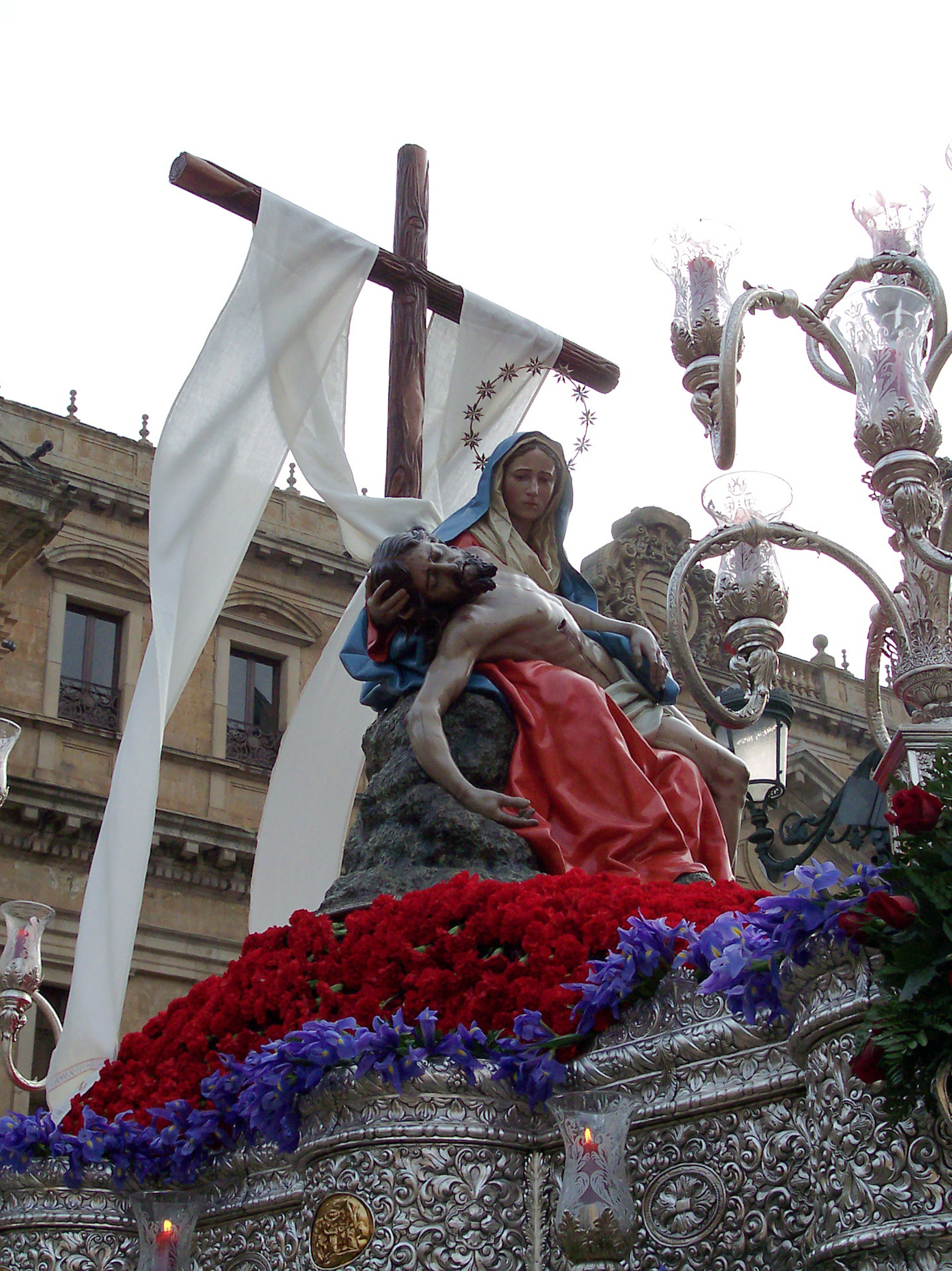
của Luis Salvador Carmona (1760), Tây Ban Nha
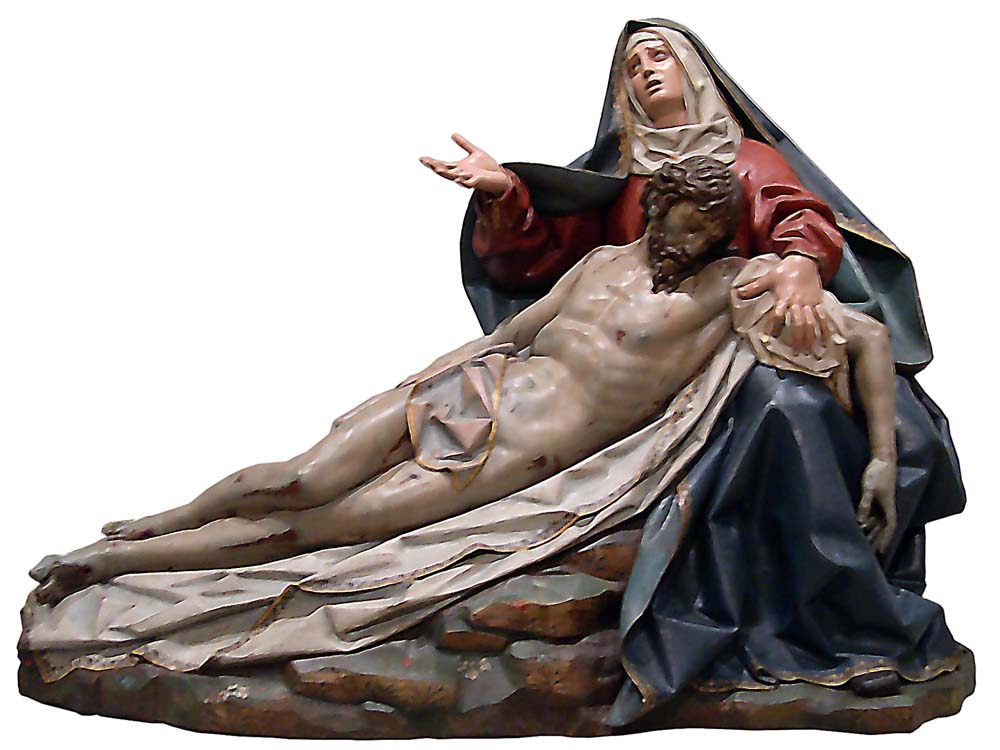
của Gregorio Fernández, Tây Ban Nha
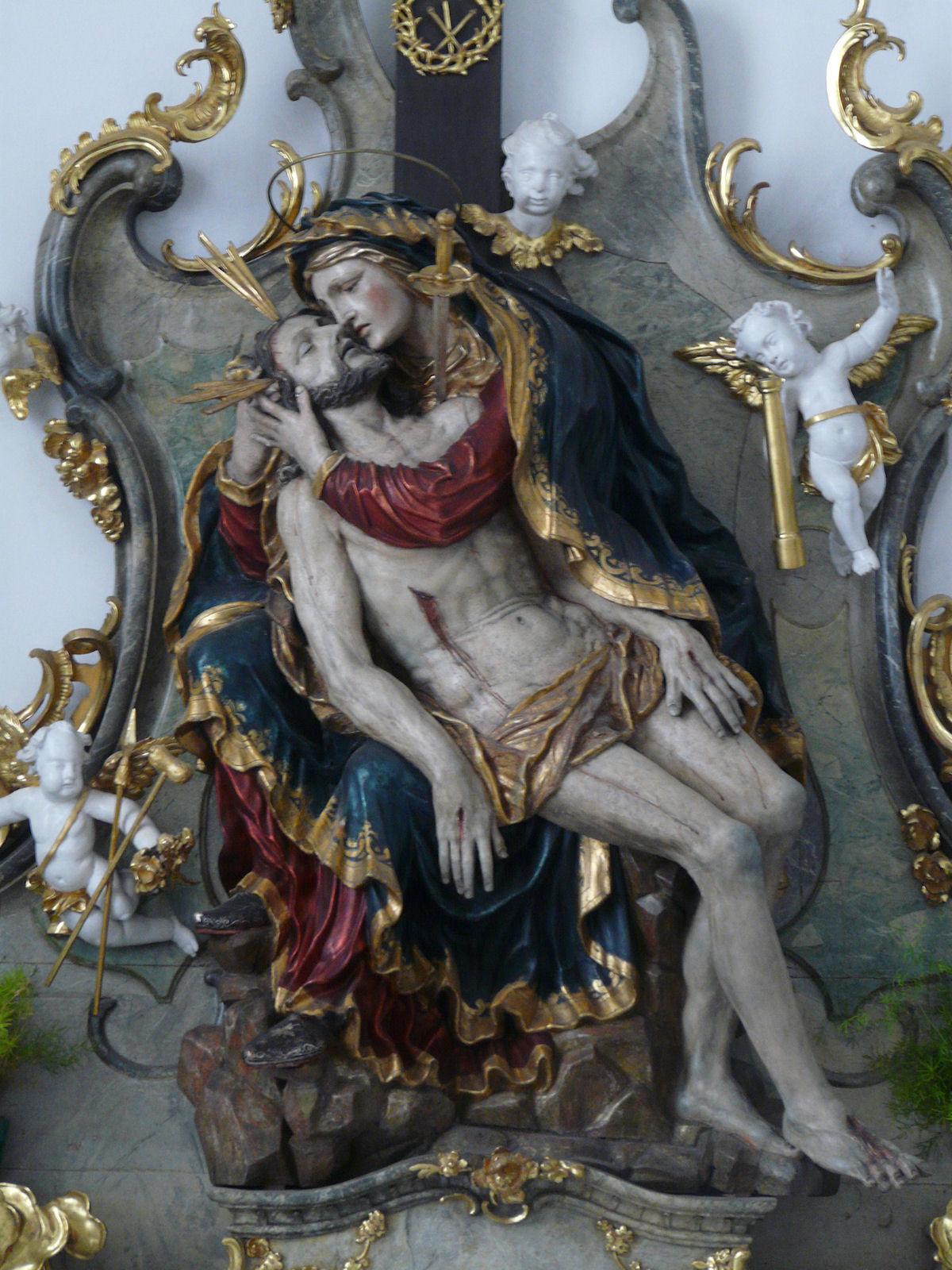
Phong cách Rococo
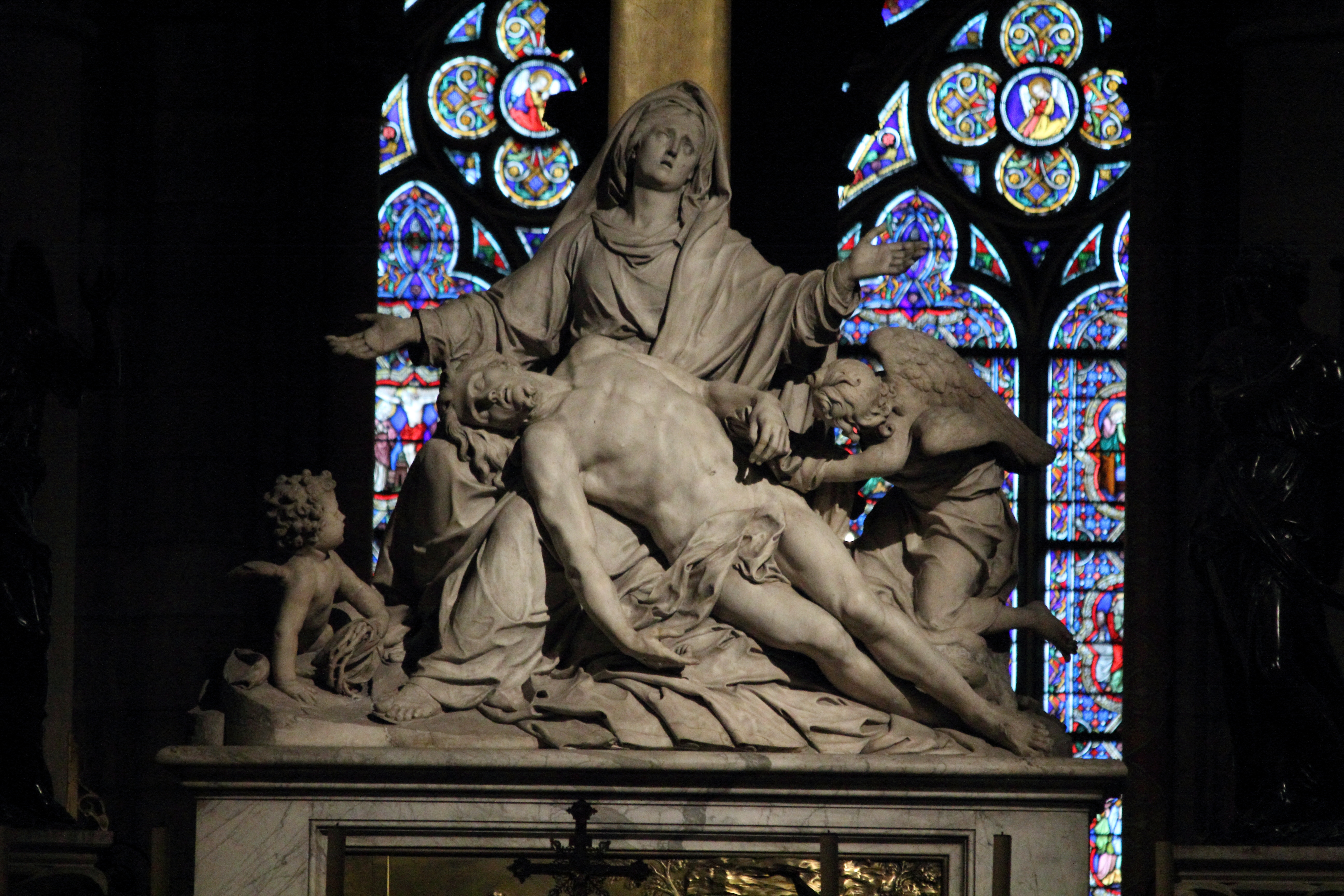
"Hạ xuống từ thập giá", 1723 bởi Nicolas Coustou, tại Cung Thánh Nhà thờ Đức Bà Paris
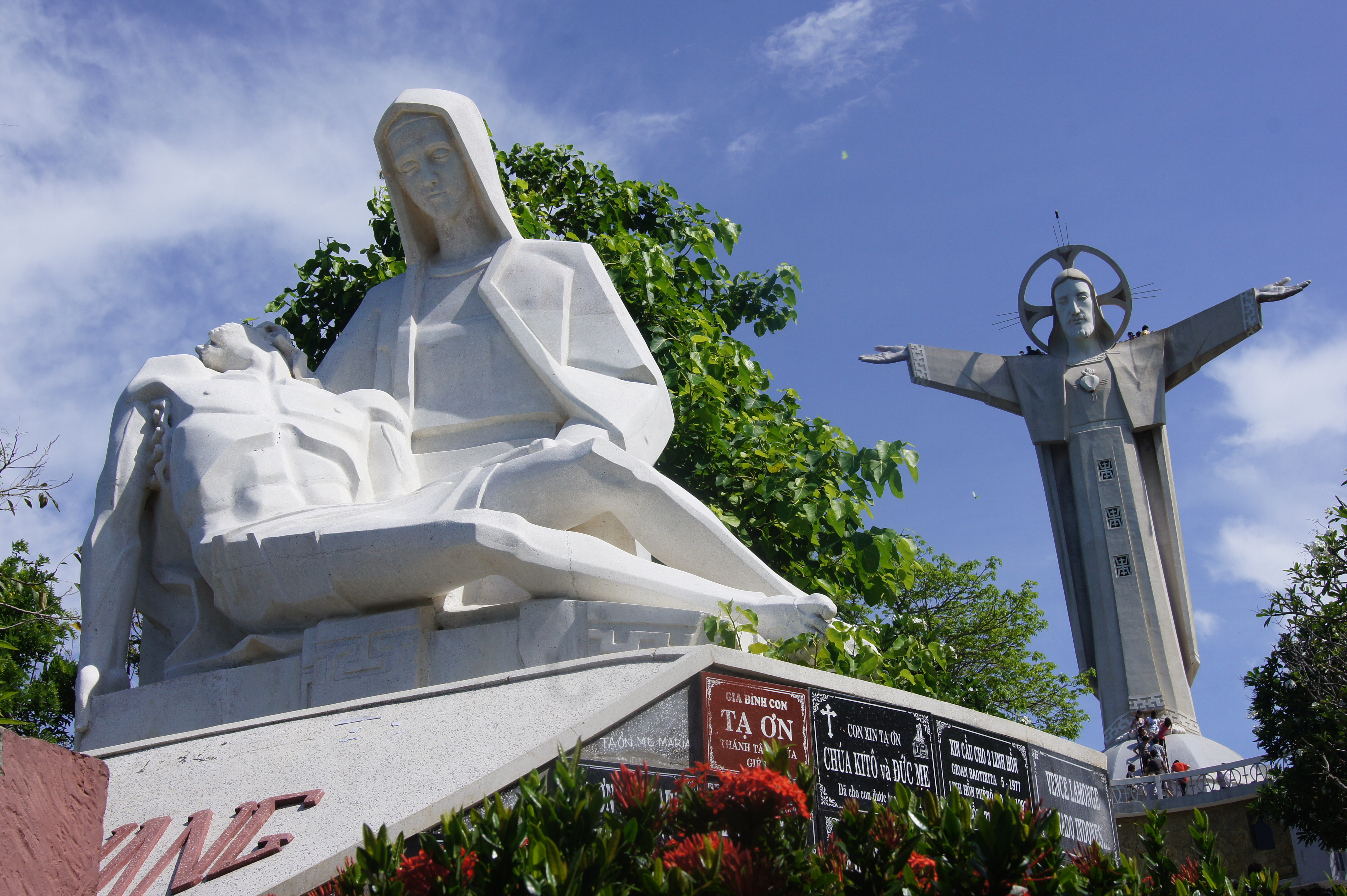
Tượng Đức Mẹ Sầu Bi trước Tượng Chúa Kitô Vua (Vũng Tàu)

Tranh vẽ

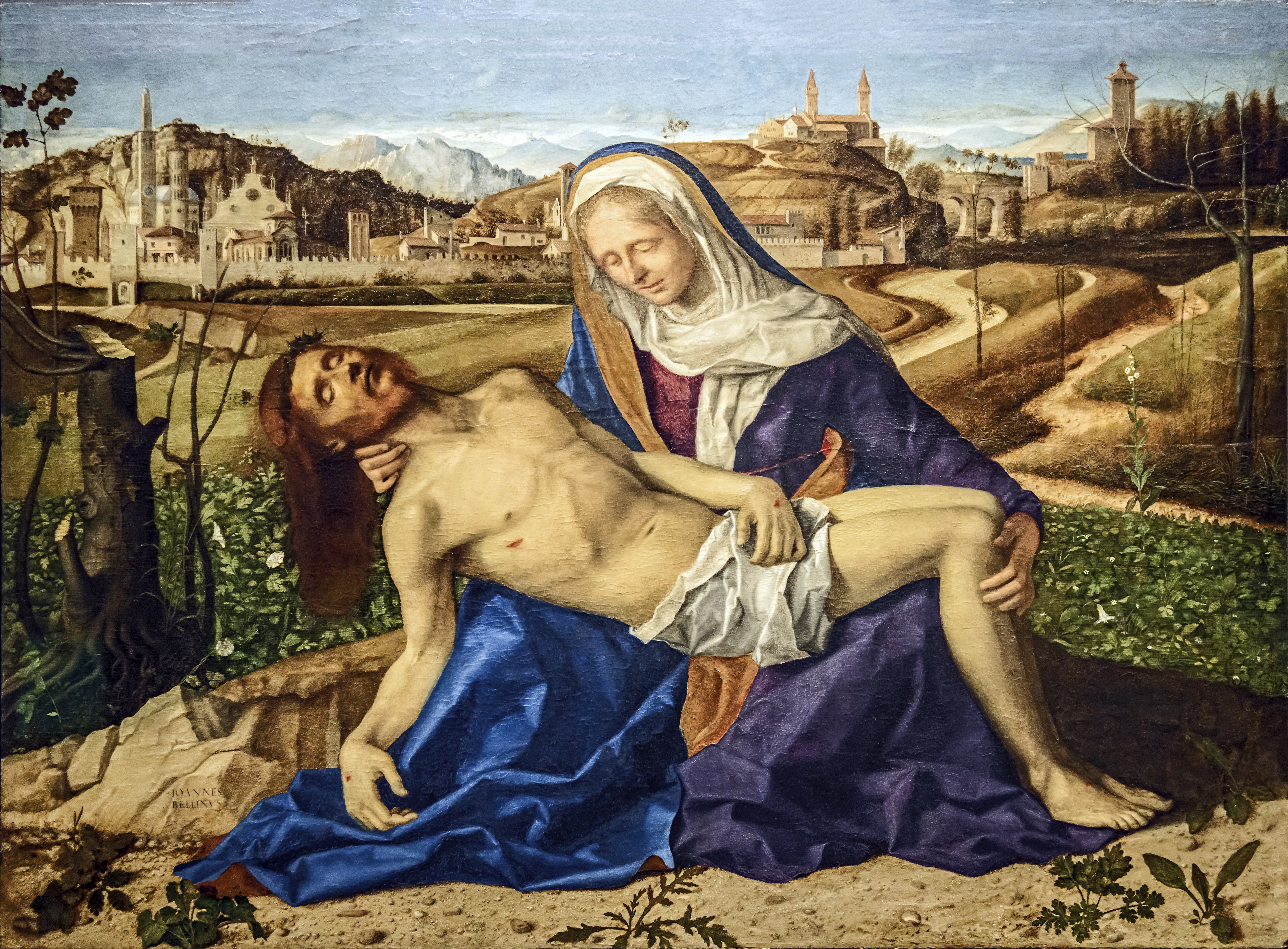
tranh của Giovanni Bellini, khoàng 1505
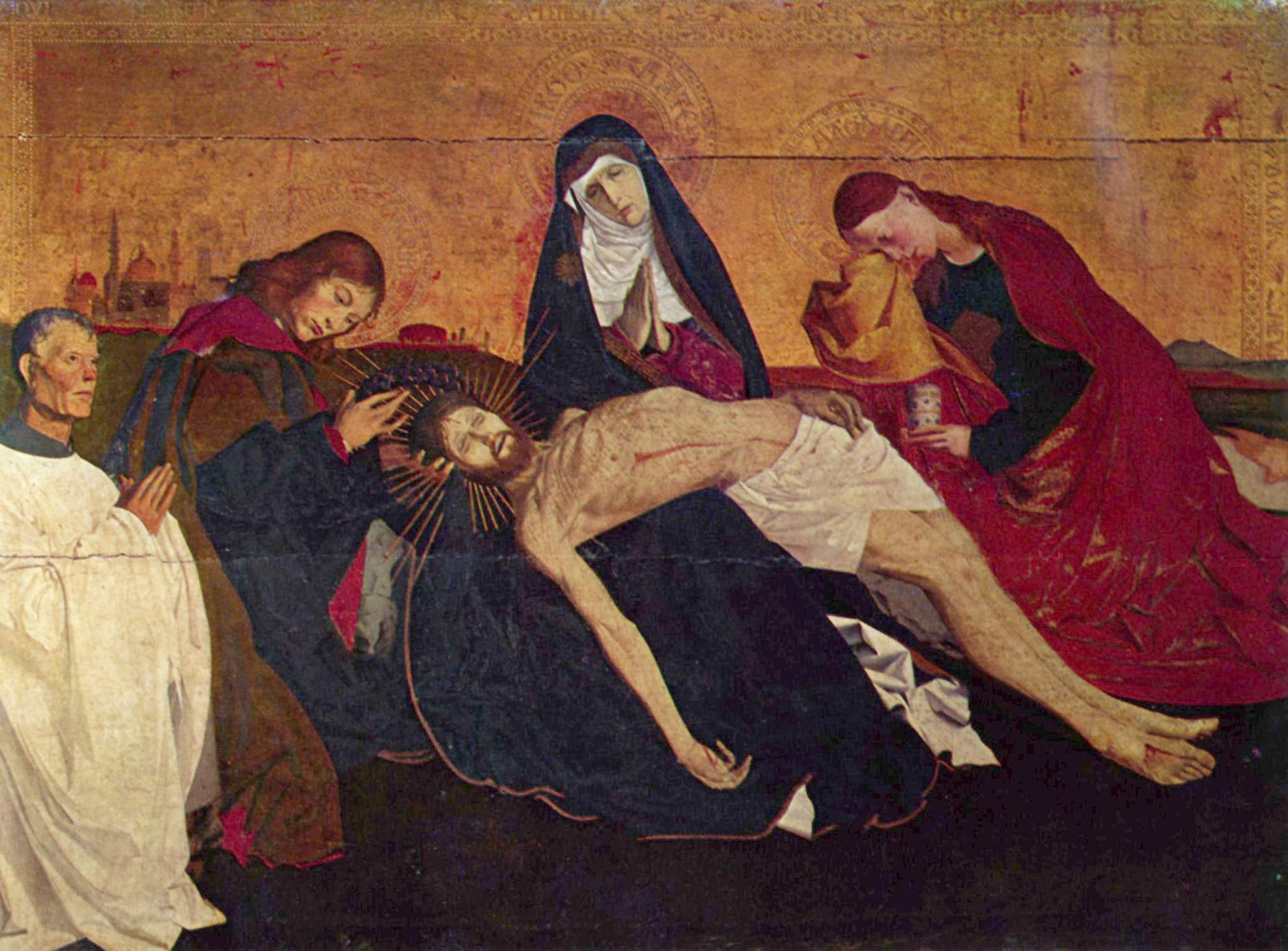
Pietà of Villeneuve-lès-Avignon, bởi Enguerrand Charonton, thế kỷ 15
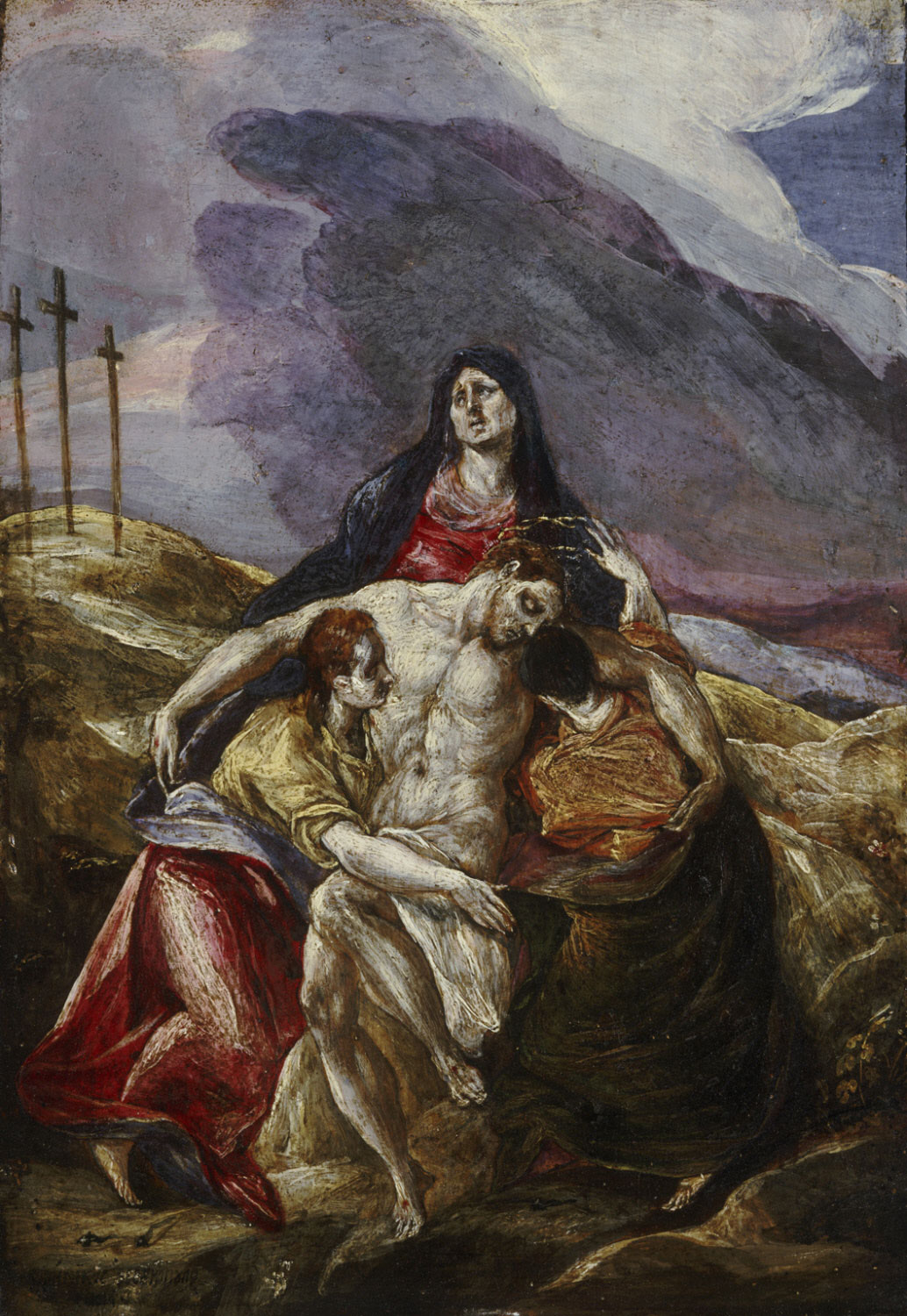
El Greco, 1571 - 1576
Hạ mình thánh Chúa (Deposition of Christ), Bronzino, 1540-1545
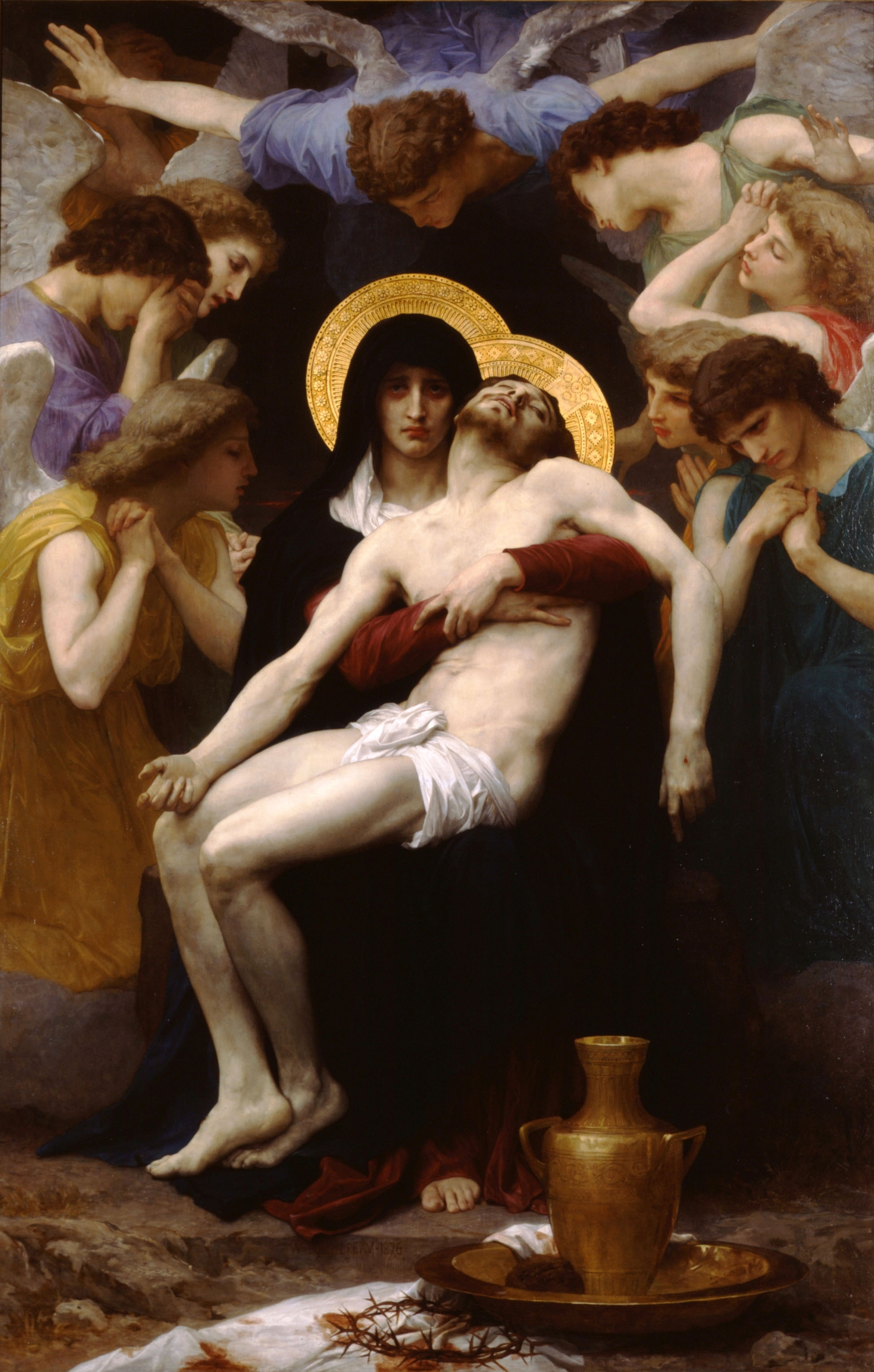
Pieta, 1876, William-Adolphe Bouguereau